# Амісодар
Амісодар (дав.-гр. Ἀμισώδαρος) — персонаж давньогрецької міфології.
Амісодар — лікійський цар, сини якого, Атімній і Маріс, беручи участь в Троянській війні, були вбиті синами Нестора. Він же виховав легендарне чудовисько Химеру, про яке згадує Гомер. Батько учасників Троянської війни Атимнія і Маріса. Лікійці називають його Ісаром.